# Исак Левитан
Исак Иљич Левитан (рус. Исаа́к Ильи́ч Левита́н; 30. август 1860 – 4. август 1900) био је  руски сликар.

## Живот и рад

### Младост
Левитан је рођен у насељу Кибарти, губернија Августов у Конгресној Пољској, делу Руског царства (данашња Литванија) у сиромашној, али образованој јеврејској породици. Његов отац Ељашив Левитан био је син рабина, завршио је јешиву и био је самообразован. Предавао је немачки и француски језик у Каунусу, а касније је радио као преводилац на изградњи железничког моста за француску грађевинску компанију. Почетком 1870. године породица Левитан се преселила у Москву.
Септембра 1873. Левитан је уписао Московску школу за сликарство, вајарство и архитектуру где је његов старији брат Авел већ студирао две године. После годину дана у одељењу за копирање, Исак је прешао у класу натуралиста, а убрзо потом у класу пејзажа. Левитанови учитељи били су чувени Алексеј Саврасов, Василиј Перов и Василиј Поленов. У школу је 1875. примљен Николај Чехов, брат руског писца Антона Чехова који ће касније постати Левитанов најближи пријатељ.
Године 1875. мајка му је умрла, а отац се тешко разболео и постао неспособан да издржава четворо деце; умро је 1877. године. Породица је пала у крајње сиромаштво. Као покровитељство за Левитанов таленат и достигнућа, његово јеврејско порекло и да би остао у школи, добио је стипендију.

### Рани радови
Године 1877. радови Исака Левитана први пут су јавно изложени и стекли су повољно признање у штампи. Након покушаја атентата Александра Соловјева на Александра II, у мају 1879. и масовне депортације Јевреја из великих градова Руске Империје приморале су породицу да се пресели у предграђе Салтиковка, али су у јесен званичници одговорили на притисак поклоника уметности а Левитану је било дозвољено да се врати. Током те године Левитан је насликао Јесењи дан. Соколники, који је приказивао дугу стазу у московском парку. Када је Николај Чехов видео дело, рекао је Левитану да стази треба неко да хода по њој, па је Чехов насликао жену у црној хаљини која иде ка посматрачу. Ова врста сарадње између жанровског сликара као што је Чехов и пејзажиста као што је Левитан била је уобичајена у школи. Године 1880. године познати филантроп и колекционар уметности Павел Михајлович Третјаков купио је слику за 100 рубаља. Третјаков је наставио да купује његова дела и на крају је набавио 20 слика Левитана.
Саврасов, на кога су утицали сликари у школи у Барбизону, као што је Камил Коро, изводио је ученике напоље да сликају на отворен ваздуху. Раније се руско село сматрало превише незанимљивим за сликање, али су за Левитана пејзажи села постали центар његовог рада. Саврасов је научио Левитана да слика детаље у својим пејзажима и да унесе емоције у своја дела. Али до 1883. Левитан је постао обесхрабрен са Московском школом сликарства и одлучио је да уђе у пејзажно сликарство у нади да ће освојити сребрну медаљу која ће му омогућити напредовање у каријери. Левитан је показао слику Саврасову, који је јако пио и престао да предаје у школи; Саврасов је на полеђини платна написао „сребрна медаља”. Школа је одбила слику, а Левитан је престао да похађа наставу. Једно од могућих објашњења зашто је школа одбацила једног од својих најбољих ученика било је то што је осрамоћени Саврасов коментарисао на полеђини платна. Коровин је поновио трачеве да је антисемитизам играо улогу у одбијању. Совјетски писац Константин Паустовски, поновио је тврдњу да неки сматрају да Јеврејин не треба да слика руско село.
Почетком 1880-их Левитан је сарађивао са браћом Чехов у илустрованом часопису Москва и илустровао издање М. Фабрицијуса Кремљ. Заједно са Коровином 1885-1886 сликао је сценографије за представе приватне руске опере Саве Мамонтова, железничког барона и мецене, који је развио уметничку колонију.
У својим мемоарима, Поленов је написао да када се подигла завеса за подводну сцену коју је Левитан сликао са Виктором Васњецовим за оперу Русалка, публика је аплаудирала.
Осамдесетих година деветнаестог века учествовао је на скуповима цртања и акварела у кући Поленова.

### Пријатељство са Антоном Чеховом
До средине 1880-их Левитаново пријатељство са Чеховом се продубило и Левитан је почео да проводи време са породицом Чехов близу Бабкина где су Чехови имали кућу. Током свог првог лета тамо је насликао Реку Истру (1885) и поклонио је Чехову. Такође је насликао Сумрак реке Истре (1885) тамнијом, мрачнијом палетом. Чехов је волео да ствара пантомиме за своје госте , а Левитан је често исмеван јер је глумио зликовца, жртву и ванземаљског Јеврејина, наизглед све у шали.
Године 1892. Левитан се посвађао са Чеховом због Скакавца, приче коју је Чехов објавио у часопису „Север“ (Север), за коју је Левитан веровао да је заснована на његовој романтичној вези са Софијом Кувшињиковом. Иако се Чехов извинио, њих двојица су били отуђени до јануара 1895.

### Пејзаж расположења
Левитаново дело је било дубок одговор на лирски шарм руског пејзажа. Левитан углавном није сликао урбане пејзаже.
Дрвеће брезе, које слободно расту у централној Русији и које се сматрају националним симболом пролећа и обнове, биле су чест мотив у Левитановом делу које је сликао у разним годишњим добима. Левитан је сликао не само дрвеће, већ и саму светлост која  осветљава дрвеће а то је било најочитије на слици као што је Месечина ноћ: Главни пут (1897) где два реда бреза нижу прави пут на месечини. Његова способност да ухвати различите квалитете светлости је упоређена са Клодом Монеом, али је мало вероватно да је користио Монеов рад као модел за свој сопствени.

### Каснији живот
У лето 1890. године Левитан одлази у Јурјевце и слика бројне пејзаже. Тако је настао план за сликање једне од његових најбољих слика, Тихи манастир. Слика Манастира и мостова преко реке, повезујући га са спољним светом, изражавала је уметникова духовна размишљања. Познато је да је ова слика оставила снажан утисак на Чехова. До 1891. године Левитан је био члан Удружења путујућих (или лутајућих) изложби. Левитан је на крају излагао у оквиру групе Свет уметности, млађе генерације уметника који су веровали у лепоту као циљ уметности.
У септембру 1892. Јевреји су поново протерани из Москве и Левитан је отишао из града у Болдино. Молбе његових пријатеља омогућиле су му да се врати до децембра те године.
Године 1897, као већ светски познат сликар, изабран је у чланство Империјалне академије уметности, а 1898. именован је за шефа Студија за сликање пејзажа у оквиру своје Алма матер. 
Последњу годину свог живота Левитан је провео у Чеховљевом дому на Криму. Упркос последицама неизлечиве болести (патио је од срчаног обољења већи део свог живота), његова последња дела су више испуњена светлошћу. 
Сахрањен је на јеврејском гробљу Дорогомилово. У априлу 1941. Левитанови остаци су премештени на Новодевичје гробље, поред Чеховљеве некрополе. Левитан није имао породицу ни децу.
Током 1890-их, имао је  аферу са старијом удатом женом; сликарком Софијом Кувшињиковом, што је довело до малог скандала  и драме Антона Чехова (<i>Скакавац</i>) и претњи са позивом на дуел упућених писцу. Чехов је причу објавио у часопису Север јануара 1892. Прича се тиче развратног човека који има аферу са удатом женом, чији муж умире од несреће (која је можда била самоубиство) након што га је она напустила. Левитан и Кувшињикова су били увређени иако је централна фигура у причи била млада плавокоса жена, а Кувшињикова је имала 42 године и тамнију косу. Већа сличност је била то што је њен муж био толерантан према њеној нелојалности према њему, као и Скакавац који је опростио индискреције своје жене. Она, Левитан и њен муж су путовали заједно и сматрани су за манаж а троа.
Утицајно уметничко наслеђе Исака Левитана састоји се од више од хиљаду слика, међу којима су акварели, пастели, графике и илустрације.

## Наслеђе
Годину дана након смрти, у Москви а затим у Санкт Петербургу, приказана је изложба са неколико стотина Левитанових слика. Његови радови су се појављивали на корицама уџбеника руског језика, а ђаци су учила о његовој љубави према родној земљи.
Мала планета 3566 Левитан, коју је открила совјетска астрономка Људмила Журављова 1979. године, названа је по њему.

## Галерија
- Сунчан дан (1876)
- Јесењи пејзаж (1880)
- Мост. Саввинскаиа слобода
- Брезова шума (1885-1889)
- Извор, висока вода
- Вечерња звона (1892)
- Владимирка, 1892
- Над вечним миром (1894)
- Март (1895)
- Златна јесен (1895)
- Локвањи (1895)
- Тишина (1898)
- Плиос (1889)
- Пролеће у Италији (1890)
- Сумрак (1900)